# Sud del Líban
El Sud del Líban és una àrea geogràfica del Líban que comprèn les províncies Líban-Sud i Nabatiye. Aquestes dues subdivisions van ser creades a partir d'una única província a començaments de la dècada de 1990.
Limita al sud amb Israel, estat amb el qual comparteix 79 km de frontera. A l'oest limita amb el Mar Mediterrani. Les principals ciutats de la regió són Tir, Sidó i Nabatiyeh. La regió està poblada majoritàriament per musulmans xiïtes i una minoria de cristians.

## Localitats
- Ain Ebel
- Aitaroun
- Aita al-Shaab
- Baalbek
- Baraachit
- Bint Jbail
- Bint Yibel
- Borj el Shamali
- Borjkalaouieh
- Burj al-Muluk
- Chtoura
- Debel
- Jabal Amel
- Jezzine
- Joiya
- Kafra
- Khiam
- Klaiah
- Maroun al-Ras
- Meiss el Jabal
- Nabatiye
- Naqoura (aka Nakoura)
- Niha
- Marjayoun
- Oum el Ahmad
- Oueida
- Qantara
- Qasamiye
- Qlayaa
- Qana
- Rmaich
- Sidó
- Srefa
- Tebnine o Tibnin o Tibneen
- Tyre
- Tir
- Yaroun
- Wadi at Taim

## Visita oficial d'Ahmadinejad
L'octubre de 2010 el president de l'Iran Mahmoud Ahmadinejad va visitar el Sud del Líban. Fou la seva primera visita al Líban des que va assumir el càrrec de president de l'Iran. Tant Israel com els Estats Units d'Amèrica varen condemnar el viatge titllant-lo de "provocatiu." Ahmadinejad fou rebut de manera entusiasta per desenes de milers de seguidors de Hezbollah, organització musulmana xiïta aliada de l'Iran al Líban, la qual tant els Estats Units com Israel qualifiquen d'organització terrorista, a despit de la seva participació en el (fràgil) govern libanès.